# Esfe
Esfe (perski: اسفه) – wieś w Iranie, w ostanie Isfahan. W 2006 roku miejscowość liczyła 269 mieszkańców w 80 rodzinach.